# ネッド・プライス
ネッド・プライス （英語: Edward "Ned" Price、1982年11月22日 - ）は、2021年からアメリカ合衆国国務省報道官を務める政治顧問。2006年から2017年まで中央情報局（CIA）で勤務した元諜報員である。 
2017年2月20日に、ドナルド・トランプ政権で働くくらいであればCIAから引退するという決意をワシントン・ポストに寄稿し、物議を醸した。

## 前半生
プライスはダラスで育ち、セントマークス高校テキサス校を卒業した。学生新聞の貢献メンバーであり、毎年恒例のキャンプアウトに現在でも監督の役割で参加している。その後、ジョージタウン大学を優等で卒業し、外交学院で国際関係学を学んだ。卒業後にCIAに加わることを見越して、この研究分野を選んだと伝えられている。その後、ハーバード大学のケネディスクールで修士号を取得し、パブリックサービスフェローシップと優秀論文賞を受賞した。

## 経歴

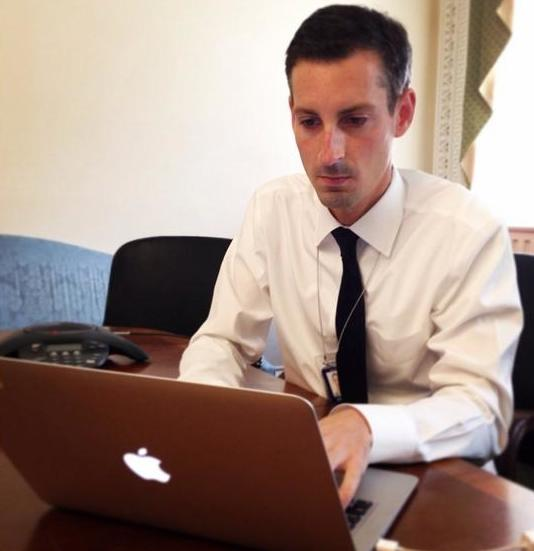
ホワイトハウスで（2014）

プライスは、キャリアの初期には情報アナリストとして勤務した。彼の関心は、米国とその利益に対するテロ攻撃の可能性を検知し、それを阻止することにあった。2013年、マザージョーンズ誌は、CIAが気候変動に関する研究に資金を提供していることを「資源の無駄遣いだ」という共和党の反対を押し切ってこれを擁護するプライスの言葉を引用した。彼のCIAキャリアの後半に国家安全保障会議に出向し、その報道官およびバラク・オバマ大統領の特別補佐官を務めた。オバマ大統領の下で働いた経験について書いた著書『West Wingers: Stories from the Dream Chasers, Change Makers, and Hope Creators Inside the Obama White House』を2018年に出版している。

### 論説
2017年2月のワシントンポストの論説で、ドナルド・トランプに対する懸念の高まりを訴えた。例として、ライバル候補のヒラリー・クリントンとの討論中に、トランプが諜報機関高官の意見を躊躇なく却下したときに最初の懸念を覚えたとしている。また大統領就任直後のトランプが本部を訪問した際、選挙運動のような自己アピールをしていたことに、自分や同僚のCIA職員がどれほど落胆したかを語っている。最後に、トランプが「閣僚級委員会」から情報機関高官を外したことを振り返り、彼らの助言を無視することで、公共の安全を危険にさらすことになると懸念を示した。
論説の中で、プライスは共和党政権と民主党政権の両方で忠実に奉仕したことを主張している。

### ジャレッド・クシュナーに関連する懸念
2017年7月14日のポリティコに掲載された記事で、プライスはドナルド・トランプ大統領の義理の息子であるジャレッド・クシュナーの任命とセキュリティクリアランスの継続的な保持に関連する懸念を表明した。記事の中で、プライスは、セキュリティクリアランスを取得するために経験した約1年に及ぶ広範な審査を振り返り、それをクシュナーに付与されたセキュリティクリアランスと比較した。クシュナーが2016年の大統領選挙に干渉しようとするロシアの試みにクシュナーが関与したと見られることに関連する進展中の情報が最近公開されたことについて、「元CIA職員である私が仮にこのような活動についてほんの一部でも非難されていたら、クリアランスは即座に取り消されていただろうと自信を持って言える」と述べている 。

### バイデン政権
2021年1月20日、バイデン政権における米国国務省のスポークスパーソンに就任した。
2014年のガザ侵攻中に犯された戦争犯罪に関する国際刑事裁判所（ICC）の調査について、米国は「深刻な懸念」を抱いていると述べた。プライスはICCについて、「この問題について管轄権を持たず」イスラエルを「不当に」標的にしているとしたが、裁判所はハマスも調査している。この声明は、アメリカとその同盟国に対する国際刑事裁判所の管轄権を否定するドナルド・トランプの大統領命令13928と一致している。

### 人物
父はマーティン・ルイス・プライス、母はエリザベス・サラ・リーガー。自らが同性愛者であることを公表している。